# Olmo

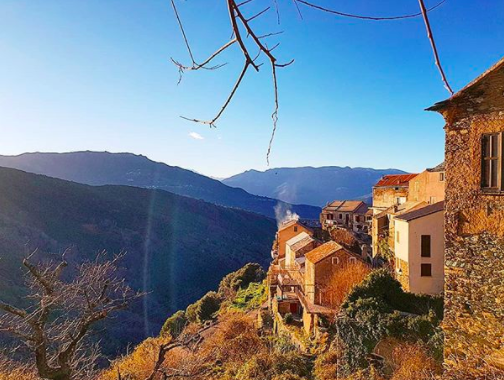
Olmo (2019)

Olmo (korsisch L'Olmu) ist eine französische Gemeinde auf der Insel Korsika. Sie gehört zur gleichnamigen Region, zum Département Haute-Corse, zum Arrondissement Corte und zum Kanton Golo-Morosaglia. Die Bewohner nennen sich Olmisgiani.

## Geografie
Olmo liegt auf 540 Metern über dem Meeresspiegel im Norden der Castagniccia im korsischen Gebirge. Nachbargemeinden sind Prunelli-di-Casacconi im Norden, Vescovato im Osten, Loreto-di-Casinca im Südosten, Monte im Südwesten und Campile im Westen.

## Bevölkerungsentwicklung
| Jahr      | 1962 | 1968 | 1975 | 1982 | 1990 | 1999 | 2008 | 2012 |
| --------- | ---- | ---- | ---- | ---- | ---- | ---- | ---- | ---- |
| Einwohner | 351  | 281  | 180  | 142  | 98   | 168  | 209  | 184  |